# 西蒙玻利瓦爾峰

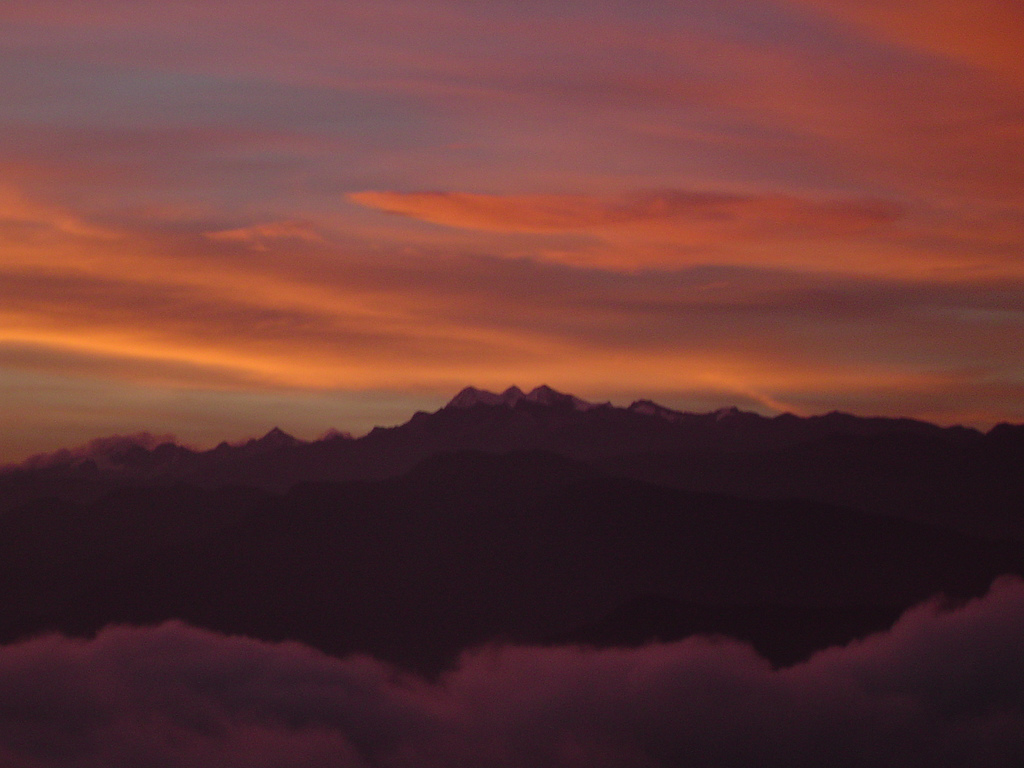

西蒙玻利瓦爾峰（西班牙語：Pico Simón Bolívar），是哥倫比亞的山峰，位於該國北部，距離加勒比海46公里，屬於聖瑪爾塔內華達山脈的一部分，海拔高度5,775米，高度與哥倫布峰相同。